# Detective in pantofole
Detective in pantofole  (Detective in the House) è una serie televisiva statunitense in 6 episodi trasmessi per la prima volta nel corso di una sola stagione nel 1985.

## Trama
Un ingegnere di successo, Press Wyman diventa investigatore privato su assistenza dell'ex investigatore Nick Turner per risolvere i casi più complessi.

## Personaggi e interpreti
- Press Wyman, interpretato da Judd Hirsch.
- Diane, interpretata da	Cassie Yates.
- Todd, interpretato da Meeno Peluce.
- Deborah, interpretata da Mandy Ingber.
- Dunc, interpretato da R.J. Williams.
- Nick Turner, interpretato da Jack Elam.

## Produzione
La serie fu prodotta da Lorimar Productions.

## Distribuzione
La serie fu trasmessa negli Stati Uniti dal 22 marzo 1985 al 19 aprile 1985 sulla rete televisiva CBS. In Italia è stata trasmessa con il titolo Detective in pantofole.

## Episodi
| Stagione       | Episodi | Prima TV USA |
| -------------- | ------- | ------------ |
| Prima stagione | 6       | 1985         |